# Mine de Dubrave
 (mars 2025).
Pour les articles homonymes, voir Dubrave.
La mine de Dubrave est une mine à ciel ouvert de charbon, située à Dubrave Donje, en Bosnie-Herzégovine.

## Histoire
En 2015, la mine de Dubrave connaît un incident qui tue 4 mineurs.